# SWEEPS-11
SWEEPS-11是一顆太陽系外行星，環繞位於人馬座的恆星SWEEPS J175902.67−291153.5運行。該系統距太陽系約6,500光年，行星於2006年由「人馬光窗掩凌系外行星搜尋計畫」（SWEEPS）以凌日觀測的方式發現。
這顆行星的質量為木星的9.7倍，半徑為木星的1.13倍，距離恆星僅0.03天文單位，比飛馬座51的行星還要近，因此被分類為「超熱木星」，其公轉週期也相當短（43小時），表面溫度也極高。

## 請參閱
- SWEEPS-04
- SWEEPS-10

## 外部連結
- （英文） Planet : SWEEPS-11 (Extrasolar Planets Encyclopedia)